# Chlorissa punctifimbria
Chlorissa punctifimbria là một loài bướm đêm trong họ Geometridae.